# Dohrniphora maculipes
Dohrniphora maculipes är en tvåvingeart som beskrevs av Borgmeier 1925. Dohrniphora maculipes ingår i släktet Dohrniphora och familjen puckelflugor. Inga underarter finns listade i Catalogue of Life.